# 20557 Davidkulka
20557 Davidkulka è un asteroide della fascia principale. Scoperto il 9 settembre 1999 a Socorro (Nuovo Messico) dal progetto LINEAR, presenta un'orbita caratterizzata da un semiasse maggiore pari a 2,3782148 UA e da un'eccentricità di 0,1013988, inclinata di 6,27130° rispetto all'eclittica.